# Cerkno
Cerkno je naselje z okoli 1.500 prebivalci in središče občine Cerkno.
Cerkno leži v cerkljansko - idrijskem predalpskem hribovju, ob potoku Cerknica, kjer se dolina na stiku s stranskimi dolinami razširi. Je gospodarsko in kulturno središče Cerkljanskega. 

## Izvor krajevnega imena
Krajevno ime kaže na nekdanjo cerkveno posest. Nastalo je iz Cerьkъvьno (selò/pòl'e) z občnoimenskim pomenom cerkveno (selo/polje). Sodeč po starih zapisih se je kraj v srednjem veku imenoval Cerknica. V starih listinah se kraj omenja leta 1257 kot Curchinitz, 1337 Circhinç, 1369 Chyrchayn in 1486 Circhiniz; iz tega je izpeljano vodno ime (hidronim) Cerknica in pokrajinsko ime (horonim) Cerkljansko.
Italijani so kraj imenovali Circhina, Nemci (do 1918 leta) pa Kirchheim.

## Zgodovina
Mimo Cerknega je v davnini vodila pomembna pot iz Soške v Poljansko dolino; na to opozarja rimska utrdba na bližnjem Gradišču. V avstrijski dobi je bilo  Cerkno trško naselje s sedežem okrajnega sodišča. Leta 1900 so odprli čipkarsko šolo. Po kapitulaciji Italije leta 1943 je postalo Cerkljansko politično in kulturno središče osvobojenega ozemlja 9. korpusa NOV. Tu so delovale partizanske delavnice, bolnice, sanitetne šola, odvijale so se številne kulturne prireditve, politična in vojaška posvetovanja. 

### Partizanske smučine
Malo pred koncem druge svetovne vojne so 20. in 21. januarja 1945 v Cerknem in okolici organizirali partizansko smučarsko tekmovanje, ki je potekalo v kar treh disciplinah: patruljnem teku na smučeh, veleslalomu ter smučarskih skokih. To športno tekmovanje še danes predstavlja svojevrsten fenomen in edini primer uporniškega športnega udejstvovanja v tedanji v veliki meri še okupirani Evropi.
Po letu 1945 se je v naselju pričela razvijati industrija, ki sedaj, tudi zaradi drugačnih ekonomskih razmer po tranziciji in zaradi neugodnih prometnih povezav, polagoma zamira.

## Turizem in pohodništvo
V naselju se nahaja hotel Cerkno resort, Cerkno je namreč izhodišče pohodov na Porezen (1630 m.n.m) in Blegoš (1562 m.n.m) ter za obiskovalce Črnega vrha nad Cerknim (1291 m.n.n.), kjer deluje Smučarski center Cerkno. V zadnjem času se razvija kmečki turizem, pa tudi gorsko kolesarjenje. Skozi naselje tradicionalno poteka tudi kolesarski maraton Franja.

## Izobraževanje in mediji
V Cerknem danes delujejo Osnovna šola Cerkno, Radio Odmev ter Lokalna televizija Cerkno. 

### Kultura in muzej
Poleg Bevkove knjižnice Cerkno in Glasbene šole Idrija, oddelka Cerkno, v naselju deluje tudi t.i. Cerkljanski muzej (uradno Mestni muzej Idrija - oddelek Cerkno), ki je bil ustanovljen leta 1978, z leti pa je prerasel v muzej krajevne zgodovine.V njem sta na ogled stalni razstavi Cerkljanska skozi stoletja in razstava o cerkljanskih laufarjih »Pust je kriv!«.

### Znamenitosti
Cerkljanska laufarija je lokalna različica pustovanja, za katero so značilne avtohtoni pustni liki, z lesenimi maskami ter izvirnimi kostumi.

## Bližnja okolica
V bližnji okolici se nahaja Partizanska bolnica Franja in Smučarski center Cerkno.